# Rynek pieniężny
Rynek pieniężny – segment rynku finansowego, na którym dokonuje się obrotu krótkoterminowymi instrumentami finansowymi o pierwotnym terminie wykupu poniżej 1 roku. Przedmiotem obrotu są krótkoterminowe kredyty i lokaty międzybankowe oraz papiery dłużne o terminie zapadalności krótszym niż rok.
Celem prowadzenia transakcji na rynku pieniężnym jest kształtowanie płynności finansowej dużych podmiotów gospodarczych – banków, ubezpieczycieli, przedsiębiorstw i państwa.
Ze względu na wysokie nominały pojedynczych instrumentów uczestnikami rynku pieniężnego są banki, niebankowe instytucje finansowe (np. fundusze inwestycyjne, towarzystwa ubezpieczeniowe, towarzystwa budowlane, fundusze powiernictwa lokalnego, kasy oszczędnościowe i fundusze emerytalne), przedsiębiorstwa międzynarodowe oraz władze lokalne. Inwestorzy indywidualni mogą inwestować na rynku pieniężnym kupując jednostki funduszy inwestycyjnych.
Do najważniejszych funkcji rynku pieniężnego należy wyrównanie niedoborów lub nadwyżek płynności banków, określenie wysokości stopy procentowej w krótkim i średnim okresie oraz stworzenie bankowi centralnemu możliwości realizowania polityki monetarnej.
Rynek pieniężny dostarcza krótkoterminowego kapitału na finansowanie działalności bieżącej banków oraz przedsiębiorstw, pozwala też zyskownie lokować nadwyżki płynności. Jest miejscem, gdzie podmioty posiadające nadmiar kapitału oferują go tym, którzy zgłaszają zapotrzebowanie na towar, jakim jest pieniądz.

## Uczestnicy rynku
Podmiotami przeprowadzającymi transakcje na rynku pieniężnym mogą być zarówno banki czy państwo, jak i instytucje ubezpieczeniowe, przedsiębiorstwa, czy też samorządy terytorialne. Kluczowe znaczenie mają jednak banki komercyjne, w praktyce tworzące ten rynek oraz bank centralny, który poprzez prowadzoną politykę pieniężną wpływa na wielkość podaży pieniądza i cenę kredytu, czyli najistotniejsze uwarunkowania sytuacji na rynku pieniężnym.
Dla banków komercyjnych rynek pieniężny jest miejscem lokowania nadwyżek pieniężnych w instrumenty o relatywnie niskiej stopie ryzyka. Daje możliwości zdobycia brakujących funduszy na bieżącą działalność. Większość transakcji stanowią depozyty międzybankowe, czyli lokaty środków jednego banku komercyjnego w innym. Banki handlują także bonami skarbowymi, pieniężnymi i papierami komercyjnymi.
Instytucje wspólnego inwestowania, jak fundusze inwestycyjne i emerytalne, a także firmy ubezpieczeniowe korzystają z rynku pieniężnego jako miejsca lokowania swoich środków w instrumenty cechujące się niską stopą ryzyka i dużą płynnością. Występują więc głównie po stronie popytowej rynku.
Inne podmioty gospodarcze występują jako inwestorzy oraz kredytobiorcy. Rynek pieniężny służy im do lokowania nadwyżek finansowych w zarządzaniu płynnością przedsiębiorstw, mogą też występować w roli emitentów papierów dłużnych, będących źródłem kapitału krótkoterminowego. Większość operacji odbywa się za pośrednictwem banków.
Osoby fizyczne mogą inwestować na rynku pieniężnym, jednak wiąże się to z koniecznością posiadania pokaźnych zasobów kapitału oraz korzystania z kosztownego pośrednictwa bankowego.

## Instrumenty rynku pieniężnego
Do instrumentów rynku pieniężnego w Polsce zalicza się przede wszystkim 13 i 52 tygodniowe bony skarbowe, bony pieniężne, krótkoterminowe papiery dłużne przedsiębiorstw oraz pożyczki i depozyty na międzybankowym rynku pieniężnym o różnym terminie zapadalności od natychmiastowych O/N (na noc) do 1Y (jednoroczne), certyfikaty depozytowe.
Banki, które wykazują nadmiar kapitału chcą go ulokować, czyli odsprzedać. Natomiast banki potrzebujące środków są zmuszone je kupić, przyjąć depozyt. Ceną jest stopa procentowa, tzw. WIBOR (Warsaw Interbank Offer Rate) lub WIBID (Warsaw Interbank Bid Rate), czyli odpowiednio stopa, po jakiej bank gotów jest udzielić depozytu lub go przyjąć. Obie stopy wyznaczane są dla różnych okresów:
- O/N (ang. Overnight) – środki pieniężne dostarczone są w tym samym dniu co transakcja, a czas trwania wynosi jeden dzień;
- T/N (ang. Tomorrow Next) – środki pieniężne dostarczone są jeden dzień po transakcji, a czas trwania wynosi również jeden dzień;
- S/N (ang. Spot Next) – środki pieniężne przekazywane są w dwa dni po zawarciu transakcji, a czas trwania wynosi również jeden dzień;
- 1W (ang. 1 Week) – 1 tydzień;
- 1M, 3M, 6M, 9M (ang. Months) – depozyty miesięczne, dwu-, trzy-, sześcio- i dziewięciomiesięczne;
- 1Y (ang. 1 Year) – depozyty roczne,

przy czym bieg okresu lokaty/depozytu liczy się od daty spot, czyli od drugiego dnia roboczego po dniu zawarcia transakcji.
Bony skarbowe to dyskontowe papiery dłużne emitowane przez Skarb Państwa o nominale 10.000 PLN i określonym terminie wykupu wynoszącym od 1 do 52 tygodni. Nabywanie bonów skarbowych może następować na rynku pierwotnym na przetargach ogłaszanych przez emitenta, jak i na rynku wtórnym. Nabywcami mogą być zarówno osoby prawne jak i osoby fizyczne. Ograniczeniem jest cena tego instrumentu oraz fakt, że minimalna kwota transakcji wynosi 100.000 PLN. Powoduje to, że spośród osób fizycznych tylko najbogatsi są w stanie lokować swój kapitał w ten rodzaj papierów wartościowych.
Bony pieniężne to podobne do bonów skarbowych dyskontowe krótkoterminowe papiery dłużne, tyle że emitowane przez Narodowy Bank Polski. Ich nominał to 10.000 PLN, a terminy wykupu wynoszą od 1 do 364 dni. Nabywcami na rynku pierwotnym mogą być tylko banki, które są tzw. dealerami rynku pieniężnego, natomiast na rynku handlują nimi już wszystkie banki.
Papiery komercyjne (commercial papers) to z kolei krótkoterminowe papiery dłużne przedsiębiorstw o terminie wykupu od 7 do 364 dni. W Polsce nominał z reguły wynosi 100.000 PLN. Cechuje je z reguły brak zabezpieczenia. Ich emitentami są głównie duże spółki, o uznanej wiarygodności finansowej, natomiast nabywcami z reguły są banki i inne instytucje finansowe. Emisja tego rodzaju papierów jest uproszczoną formą zaciągania kredytu, a jej celem jest pozyskanie kapitału do finansowania majątku obrotowego. Ich oprocentowanie jest wyższe od skarbowych papierów wartościowych. W Polsce papiery komercyjne nie stanowią przedmiotu obrotu publicznego. Rynek organizowany jest przez banki i nie jest dobrze rozwinięty.
Certyfikaty depozytowe to papiery wartościowe stwierdzające fakt zdeponowania w danym banku określonej sumy pieniężnej na ściśle określony czas i przy danym oprocentowaniu. Po upływie określonego terminu właściciel certyfikatu otrzymuje nominał plus należne odsetki. Ma on jednak prawo do wcześniejszej sprzedaży tego instrumentu na rynku wtórnym.

## Rola rynku pieniężnego
Skarb państwa występuje na rynku pieniężnym jako emitent bonów skarbowych, służących zdobywaniu środków na finansowanie możliwego przejściowego niedoboru w kasie państwowej. Uzyskiwane na cotygodniowych przetargach tych papierów rentowności są ważnymi wyznacznikami dla całego rynku finansowego, rentowność bonów 52-tygodniowych często uznawana za znaną z teorii tzw. stopę wolną od ryzyka.
Rola banku centralnego polega na dbaniu o utrzymywanie pożądanego poziomu płynności sektora bankowego. Instrumenty Narodowego Banku Polskiego obejmują operacje otwartego rynku, operacje depozytowo-kredytowe i rezerwę obowiązkową.
Operacje otwartego rynku to transakcje prowadzone przez bank centralny z bankami komercyjnymi, dokonywane z inicjatywy banku centralnego. W zakres operacji otwartego rynku wchodzą: warunkowa sprzedaż lub kupno papierów wartościowych, walut lub innych instrumentów finansowych (najczęściej są to SPW, czyli skarbowe papiery wartościowe); bezwarunkowa sprzedaż lub kupno instrumentów finansowych, najczęściej SPW; przetarg sprzedaży papierów wartościowych banku centralnego emitowanych na własny rachunek lub rachunek rządu. Minimalną rentowność krótkookresowych, 28-dniowych operacji otwartego rynku określa stopa referencyjna.
Rezerwa obowiązkowa to środki pieniężne, które banki są zobowiązane utrzymać na rachunkach w banku centralnym (lub też w postaci innych, ściśle określonych aktywów, jak np. gotówka w kasach banków) w wysokości nie niższej niż określony odsetek (stopa rezerwy) bilansowych zwrotnych zobowiązań (bieżących i terminowych) banków wobec sektora niefinansowego.
Rezerwa jest instrumentem, który bezpośrednio oddziałuje na koszt pieniądza w sektorze bankowym. Zmiany stopy rezerwy wpływają na wysokość oprocentowania kredytów udzielanych przez banki, ponieważ pośrednio zmieniają koszt pozyskania środków.
Operacje kredytowo-depozytowe (standing facilities) to transakcje zawierane z bankiem centralnym bezpośrednio z inicjatywy banków, jednakże w ramach limitów i na warunkach oferowanych przez bank centralny. W wielu krajach instrumentem umożliwiającym dostęp do refinansowania w razie zagrożenia bieżącej płynności banku jest kredyt lombardowy, tj. krótkoterminowy kredyt udzielany przez bank centralny pod zastaw wybranych rodzajów papierów wartościowych. Kredyt lombardowy jest udzielany z reguły na 1 dzień. W ramach operacji depozytowych banki mają możliwość ulokowania środków w banku centralnym według stałej stopy procentowej (stopy depozytowej). Depozyt na koniec dnia przyjmowany jest na 1 dzień.